# Jasper Ganderheijden (1825-1906)
Jasper Ganderheijden (Veendam, 6 augustus 1825 - Zuidhorn, 5 mei 1906) was een Nederlands bestuurder.

## Leven en werk
Ganderheijden was een zoon van Mr. Andreas Adriaan Ganderheijden, griffier bij de rechtbank, en Hyleke Muntinghe. Hij werd vernoemd naar zijn grootvader Jasper Ganderheijden, burgemeester van Rossum. Ganderheijden studeerde rechten en werd in 1855 burgemeester van Grootegast. In 1862 werd hij burgemeester van Baflo en Winsum. Vanaf 1865 was hij kantonrechter in Zuidhorn. Hij overleed op 80-jarige leeftijd.